# Handball-Gauliga Hessen-Nassau
Die Handball-Gauliga Hessen-Nassau war eine der obersten deutschen Feldhandball-Ligen in der Zeit des Nationalsozialismus. Sie bestand von 1941 bis 1944.

## 1941/42
| Pl. | Verein                       | Sp. | Tore   | Punkte |
| --- | ---------------------------- | --- | ------ | ------ |
| 1.  | SG Ordnungspolizei Frankfurt | 14  | 197:73 | 26–2   |
| 2.  | GfL Pfungstadt               | 11  | ?      | 14–8   |
| 3.  | KSG SA Frankfurt             | 9   | ?      | 12–6   |
| 4.  | Tgd Dietzenbach              | 11  | ?      | 14–8   |
| 5.  | Tgd Rüsselsheim              | 10  | ?      | 6–14   |
| 6.  | TV Mombach                   | 10  | ?      | 6–14   |
| 7.  | LSV Gießen                   | 9   | ?      | 4–14   |
| 8.  | TG Offenbach                 | 10  | ?      | 4–16   |
|     | Rb SG Hanau                  |     |        |        |

Rb SG Hanau zieht sich im März 1942 vom Spielbetrieb zurück, die ausgetragenen Spiele wurden nicht gewertet. Ob die fehlenden Partien noch ausgetragen wurden, ist nicht bekannt.

## 1942/43
Bisher sind keine Ergebnisse oder Tabellenstände bekannt.

## 1943/44
Bisher sind keine Ergebnisse oder Tabellenstände bekannt.